# Ք
La Ք, minuscolo ք, è la trentaseiesima lettera dell'alfabeto armeno. Il suo nome è քե, kʼe (armeno: [kʰɛ]).
Rappresenta foneticamente la consonante occlusiva velare sorda aspirata [kʰ].

## Codici
- Unicode:
  - Maiuscola Ք : U+0554
  - Minuscola ք : U+0584